# Wasuthorn Chaijindar
Wasuthorn Chaijindar (วสุธร ชัยจินดา; nascido em 25 de janeiro de 1997), conhecido pelo apelido de Peat (พีท) é um ator, cantor e modelo tailandês. Ele é mais conhecido por seus papéis em Love in the Air (2022) e Love Sea (2024).

## Início da vida e educação
Peat nasceu na Tailândia em 25 de janeiro de 1997. Ele estudou Bacharelado em Mídia Digital na Assumption University.

## Carreira
Peat fez sua estreia como ator como Toy, personagem coadjuvante na série Oh! My Sunshine Night. No mesmo ano, ele conseguiu seu primeiro papel principal como Sky na série Love in the Air ao lado de Thitipong Sengngai (Fort). Em 2023, Peat e Fort reprisaram seus papéis em Wedding Plan. Em 2024, ele estreou como Rak na série Love Sea.

## Filmografia

### Televisão
| Ano  | Título                | Personagem                | Notas            | Canal         |
| ---- | --------------------- | ------------------------- | ---------------- | ------------- |
| 2022 | Oh! My Sunshine Night | Toy                       | Papel recorrente | AIS Play      |
| 2022 | Love in the Air       | Sky                       | Papel principal  | GMM 25, iQIYI |
| 2023 | Wedding Plan          | Sky                       | Papel convidado  | GMM 25, iQIYI |
| 2024 | Love Sea              | Rak Tongrak Taksakornkarn | Papel principal  | GMM 25, iQIYI |